# Augea (Laconia)
Augea (in greco antico: Αὐγείαι?, Aughéiai) era una città dell'antica Grecia ubicata in Laconia, menzionata da Omero nel catalogo delle navi dell'Iliade.

## Storia
Strabone sostiene che era la stessa città che un tempo si chiamava Egeas.
Pausania concorda con Strabone sul fatto che il nome della città era cambiato, però con una piccola differenza, e che prima si chiamava Egias, e la ubicava a trenta stadi da Gytheio. Aveva una laguna, un templo e una statua di Poseidone. C'era una superstizione secondo la quale coloro che avessero pescato i pesci nella laguna sarebbero diventati una rana pescatrice.
Si sostiene che doveva essere ubicata in un luogo chiamato Palaiochora, situato a circa 8 km da Gytheio.